# 克林頓鎮區 (密歇根州萊納維縣)
克林頓鎮區（英語：Clinton Township）是位於美國密歇根州萊納維縣的一個行政鎮區。

## 地方資料
克林頓鎮區的面積為47.00平方千米，當中陸地面積為46.80平方千米，而水域面積為0.20平方千米。根據2020年美國人口普查的數據，當地共有人口3765人，而人口密度為每平方千米80.11人。